# تشاي كندي خير الدين
تشاي كندي خير الدين هي قرية في مقاطعة ورزقان، إيران. عدد سكان هذه القرية هو 177 في سنة 2006.